# Жаканша, Корлан Канатович
Корлан Канатович Жаканша (каз. Қорлан Қанатұлы Жақанша; р.15 июня 1992) — казахстанский борец греко-римского стиля, призёр чемпионата мира и чемпионатов Азии. Его брат-близнец Баглан также занимается греко-римской борьбой и тоже является призёром международных чемпионатов, из-за чего в статистических данных их результаты часто путают.

## Биография
Родился в 1992 году. В 2014 году стал бронзовым призёром чемпионата мира среди военнослужащих. 
В 2018 году на чемпионате Азии по борьбе, который проходил в Бишкеке завоевал бронзовую медаль. Через год вновь был бронзовым призёром на чемпионате в Сиане (Китай). 
На предолимпийском чемпионате планеты в Казахстане в 2019 году в весовой категории до 55 кг, Хорлан завоевал cеребряную медаль уступив в финале борцу из Грузии Нугзари Цурцумия